# Hermann Gröhe
Hermann Gröhe, né le 25 février 1961 à Uedem, est un homme politique allemand, membre de l'Union chrétienne-démocrate d'Allemagne (CDU). Il est ministre fédéral de la Santé entre le 17 décembre 2013 et le 14 mars 2018.

## Formation et carrière
Il passe son Abitur à Neuss en 1980, puis suit des études supérieures de droit à l'université de Cologne, obtenant son premier diplôme juridique d'État en 1987. Il passe les six années suivantes à travailler à l'université, d'abord en tant qu'associé de recherche, puis comme assistant. En 1993, il reçoit son second diplôme juridique d'État, et devient avocat un an plus tard.

## Parcours politique

### Vie militante
Il entre à l'Union chrétienne-démocrate d'Allemagne (CDU) en 1977, et prend six ans plus tard la présidence de la Junge Union (JU) dans la ville de Neuss. Il l'occupe jusqu'en 1989, quand il est élu président fédéral de la JU, ce qu'il va rester pendant cinq ans.
Membre du comité directeur de la CDU de Rhénanie-du-Nord-Westphalie, et président de la section du parti dans l'arrondissement de Rhin Neuss à partir de 2001, Hermann Gröhe est nommé secrétaire général de la CDU le 24 octobre 2009 sur proposition d'Angela Merkel, du fait de l'entrée de Ronald Pofalla au gouvernement fédéral. Il est définitivement confirmé à ce poste le 21 mars 2010, et réélu au congrès de novembre suivant avec 90 % des voix.
Le 16 décembre 2013, à la veille de son entrée au gouvernement fédéral, il est remplacé par le député fédéral Peter Tauber.

### Activité institutionnelle
Après avoir siégé par deux fois à l'assemblée (Kreistag) de l'arrondissement de Rhin-Neuss, il est élu député fédéral de Rhénanie-du-Nord-Westphalie au Bundestag lors des élections fédérales de 1994, devenant porte-parole du Junge Gruppe du groupe CDU/CSU. Quatre ans plus tard, il se fait élire dans la circonscription Neuss I, bastion de la CDU depuis 1949, avec 46 % des suffrages, mais il est battu au scrutin de 2002 par le ministre fédéral des Transports, Kurt Bodewig, continuant à siéger grâce à la liste régionale. À partir de 1998 et jusqu'en 2005, il est porte-parole du groupe parlementaire pour les droits de l'homme.
Il récupère sa circonscription en 2005, après avoir recueilli 47,5 % des voix, et devient alors juriste du groupe parlementaire. Le 1er octobre 2008, Hermann Gröhe est appelé par Angela Merkel pour remplacer Hildegard Müller au poste de ministre d'État auprès de la chancelière et représentant pour la coordination entre la Fédération et les Länder.
En 2009, il est réélu au scrutin uninominal en remportant 47,8 % des suffrages, et quitte peu après son poste à la chancellerie, du fait de ses nouvelles responsabilités au sein de son parti. Aux élections fédérales du 22 septembre 2013, il remporte de nouveau un mandat direct, avec 51,6 % des voix. Le 17 décembre suivant, il est nommé ministre fédéral de la Santé dans le cabinet Merkel III, formé par une grande coalition.

## Vie privée
Il est marié, père de quatre enfants et de confession protestante.